# Koch Bihar
Koch Bihar là một thành phố và khu đô thị của quận Koch Bihar thuộc bang Tây Bengal, Ấn Độ.

## Nhân khẩu
Theo điều tra dân số năm 2001 của Ấn Độ, Koch Bihar có dân số 76.812 người. Phái nam chiếm 51% tổng số dân và phái nữ chiếm 49%. Koch Bihar có tỷ lệ 82% biết đọc biết viết, cao hơn tỷ lệ trung bình toàn quốc là 59,5%: tỷ lệ cho phái nam là 86%, và tỷ lệ cho phái nữ là 77%. Tại Koch Bihar, 9% dân số nhỏ hơn 6 tuổi.